# Victoria Glendinning
Victoria Glendinning (Sheffield, 23 d'abril de 1937) és una biògrafa, crítica, locutora i escriptora anglesa. Ocupa els càrrecs de vicepresidenta d'honor del PEN anglès i de vicepresidenta de la Royal Society of Literature.
Va néixer a Sheffield en el si d'una família de quàquers. El seu pare era el banquer Frederic Seebohm i és germana de la biògrafa estatunidenca Caroline Seebohm. Glendinning va créixer prop de York i després d'assistir a l'escola Millfield a Somerset, va anar al Somerville College de la Universitat d'Oxford per estudiar-hi llengües modernes. El que era allà el seu tutor de castellà, Nigel Glendinning, es convertí en el seu primer marit i tingueren quatre fills. A Somerville College també va treballar com a professora i en treball social fins que, el 1974, va entrar a fer tasques editorials en el Times Literary Suplement.
És l'única persona que ha guanyat dues vegades el premi Whitbread (actual premi Costa Book) a la millor biografia, pels seus treballs sobre Vita Sackville-West (1983) i Anthony Trollope (1992). Va guanyar el Premi Memorial James Tait Black el 1981 per la seva biografia d'Edith Sitwell. El mateix any i per la mateixa obra, també va rebre el Premi Duff Cooper, que reconeix anualment les millors obres de no-ficció.
Va ser nomenada comandant de l'Orde de l'Imperi Britànic el 1998, i doctora honoris causa pel Trinity College de Dublín el 1995 i per la Universitat de York el 2000.

## Obra publicada
- A suppressed cry: life and death of a Quaker daughter, 1969, Routledge & Kegan Paul
- Elizabeth Bowen: Portrait of a Writer, 1977, Weidenfeld & Nicolson
- Edith Sitwell: A Unicorn Among Lions, 1981, Weidenfeld & Nicolson
- Vita: The Life of V. Sackville-West, 1983, Weidenfeld & Nicolson
- Rebecca West: A Life, 1987, Weidenfeld & Nicolson
- The Grown-Ups, 1989, Hutchinson
- Trollope, 1992, Hutchinson
- Electricity, 1995, Hutchinson
- Sons and Mothers (coeditora amb el seu fill Matthew Glendinning), 1996, Virago
- Jonathan Swift, 1998, Hutchinson
- The Weekenders (col·laboradora), 2001, Ebury
- Flight, 2002, Scribner
- Leonard Woolf, 2006, Simon & Schuster
- Epíleg que completa l'obra Cousin Rosamund de Rebecca West[a]
- Love's Civil War: Elizabeth Bowen and Charles Ritchie: Letters and Diaries, 1941-1973 (coeditora amb Judith Robertson), 2009, Simon & Schuster
- Raffles and the Golden Opportunity, 2012, Profile Books Ltd.[b]